# Двуреченская, Нигора Давлятовна
Нигора Давлятовна Двуреченская (род. 1969, Ленинград) — российский археолог. Кандидат исторических наук, научный сотрудник Отдела классической археологии Института археологии РАН.
Сфера научных интересов: эпоха эллинизма в Средней Азии, интеграция материальных культур, взаимодействие идеологических и религиозных представлений.
Экспедиционная деятельность: с 2003 г. по н. вр. (Средняя Азия).
Автор книг и научных статей, посвящённых изучению истории материальной культуры древних государств Средней Азии эпохи античности.

## Биография
В 1992 году окончилa исторический факультет по кафедре археологии Ташкентского государственного университета им. Ленина. Её учителями были С. Б. Лунина (Светлана Борисовна Лунина), З. И. Усманова (Замира Исмаиловна Усманова), А. Согдуллаев, Э. В. Ртвеладзе, Г. А. Кошеленко, Б. А. Литвинский, Г. Я. Дресвянская.
1992—1994 гг. — научный сотрудник Музея антиквариата и ювелирного искусства народов Узбекистана;
В 1994—1999 годах — специалист Центра археологических исследований г. Москвы.
С 2001 года — научный сотрудник ИА РАН, где в 2008 году защитила кандидатскую диссертацию Терракотовая пластика Средней Азии IV в. до н. э. — IV в. н. э. (археологический аспект) под руководством члена-корреспондент РАН Г. А. Кошеленко.
Вела полевые исследования в Северном Причерноморье (городище Танаис) и на юге Узбекистана (крепость Кампыртепа). В ходе исследований крепости Кампыртепа были открыты уникальные объекты раннеэллинистического и раннекушанского времени.
2004—2008 гг. — начальник Бактрийского отряда Среднеазиатской археологической экспедиции ИА РАН.
В рамках изучения эпохи раннего эллинизма в Бактрии ведёт стационарные археологические раскопки на двух бактрийских крепостях.
С 2013 года начаты комплексные стационарные исследования на горной крепости эллинистического времени Узундара.
Муж — О. В. Двуреченский (род. 1970) — российский историк, археолог и публицист, специалист по военной археологии и истории Куликовской битвы.

## Научные труды
Монографии
- Двуреченская Н. Д. Изучение терракотовой пластики Средней Азии. Древность и раннее средневековье (археологический аспект) // Проблемы истории, филологии, культуры. Вып. XV. М. — Магнитогорск, 2005. — 610 с. — ISBN 978-5-4469-0425-9.
- Двуреченская Н. Д. Терракотовая пластика древнейших государств Средней Азии IV до н. э. — IV н. э.. — Санкт-Петербург, 2016. — 610 с. — ISBN 978-5-4469-0425-9.

Статьи
- Терракотовая плитка с изображением бодхисаттвы из Восточной Кашкадарьи // РА. № 3. 2000;
- Терракотовая пластика древней Бактрии III-I вв. до н. э. // РА. № 3. 2006;
- Изучение терракотовой пластики Средней Азии // Средняя Азия. Археология. История. Культура: мат. междунар. конф. С-Пб., 2000;
- Терракотовая пластика Бактрии III-I до н. э. (по данным стратиграфии) // Центральная Азия. Источники, история, культура: сб. тез. докл. конф. М., 2003;
- Итоги археологических работ 2004-2005 гг. в жилом квартале-блоке 5 в северо-западной части Кампыртепа // Материалы Тохаристанской экспедиции: сб. науч. тр. Вып. 6. Елец, 2006.
- Двуреченская Н. Д., Двуреченский О. В. Глиняные ядра  с городища Кампыртепа // Российская археология. — 2013. — № 2. — С. 92—95.
- Двуреченская Н. Д., Двуреченский О. В., Мокробородов В. В., Рукавишникова И. В., Рукавишников Д. В. Маршрутные исследования на юге Узбекистана в 2013 году // Краткие сообщения Института археологии. — 2014. — № 236. — С. 69-81. — ISSN 0130-2620.